# エドワード・モーリー
エドワード・ウィリアムズ・モーリー（Edward Williams Morley、1838年1月29日 - 1923年2月24日）は、アメリカの物理学者。マイケルソンとマイケルソン・モーリーの実験を行った。

## 生涯
1838年にニュージャージー州のニューアークに生れた。1860年ウィリアム・カレッジを卒業した。1869年から1906年の間ウェスタン・リザーブ・カレッジ（現在のケース・ウェスタン・リザーブ大学）で化学の教授になった。
1887年にマイケルソン・モーリーの実験を行った。マイケルソンとモーリーはエーテルのドリフトを検出できず、光速度不変の原理を導くことになった。モーリーはさらにデイトン・ミラー(en)と1902年から1906年までさらにエーテル・ドリフトの実験（モーリー＝ミラーの実験）を行った。（ミラーはさらに実験をつづけて予想値の1/3程度のドリフトを見つけたとしたが測定誤差と評価された。）
モーリーはその他大気の酸素成分の研究、熱拡散、磁場中の光速の研究をおこなった。1923年、コネチカット州ウエストハートフォードで死去。

## 受賞歴
- 1907年 王立協会よりデービーメダル
- 1912年 エリオット・クレッソン・メダル
- 1917年 アメリカ化学会よりウィラード・ギブズ賞